# Transvaalplein

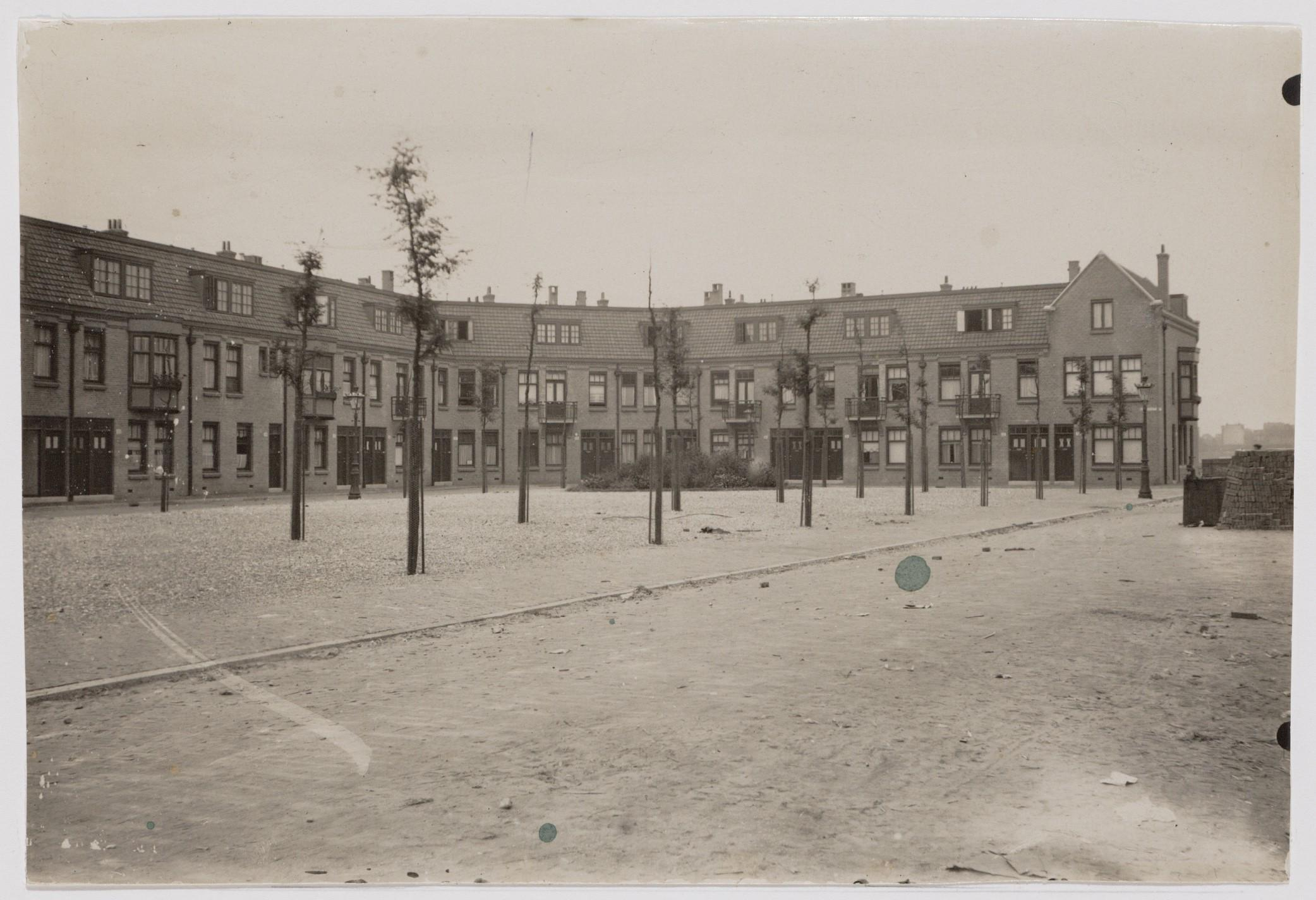
Transvaalplein in jaren 1910

Het Transvaalplein te Amsterdam is een plein in de Transvaalbuurt in Amsterdam-Oost.

## Geschiedenis en ligging
Het plein kreeg op 3 april 1912 haar naam. Ze werd net als de Transvaalstraat vernoemd naar de Boerenrepubliek en latere provincie Transvaal, Zuid-Afrika. Een jaar later werd de Ringkade in de Watergraafsmeer omgedoopt tot Transvaalkade. Hier lagen eeuwenlang landerijen, in de 19e eeuw binnen de gemeente Nieuwer-Amstel met aan de overzijde van de Ringvaart gemeente Watergraafsmeer. Beide landelijke gebieden zagen de bebouwing van gemeente Amsterdam eeuwenlang naderen tot het tijdstip dat Amsterdam grond nodig had voor haar bewoners en het noordelijk deel van Nieuwer-Amstel in 1896 en de Watergraafsmeer in 1921 annexeerde. De wijk Transvaalbuurt lag eerst op de grens, maar werd door de annexatie van de Watergraafsmeer geheel ingesloten in Amsterdam.
Het Transvaalplein is een groenstrook langs het westelijk gedeelte van de Transvaalstraat. De zuidelijke gevelwand trekt hier zich iets terug ten opzichte van de rooilijn van de straat waardoor een pleintje ontstond. Naar nog 19e eeuws model werden de straten als lange slierten door een wijk heen gelegd. De straat verbindt de belangrijkste verkeersaders in deze buurt, de Linnaeusstraat (oost) en Schalk Burgerstraat.
Het Monument Transvaalplein op de zijgevel van huisnummer 1 herinnert aan de periode van holocaust. Joden uit de Transvaalbuurt moesten zich hier verzamelen om van hieruit verder gedeporteerd te worden; velen gingen daarbij hun dood tegemoet. 
Zowel plein, straat als kade zijn te nauw voor groot openbaar vervoer; voor openbaar vervoer moet men naar genoemde verkeersaders.

## Gebouwen
De huisnummers aan het Transvaalplein werden alleen gebruikt voor het pleintje achter het groen, ze zijn aansluitend. Het ontwerp van de bebouwing van het plein kwam uit de koker van Hendrik Petrus Berlage. Het wordt door de gemeente ingeschaald als orde 3 (net geen gemeentelijk monument). De huizen aan het plein bestaan uit twee bouwlagen met daarop een kap onder dakpannen. Het middendeel heeft erkers, andere woningen hebben een Frans balkon. De woningen zijn diverse keren gerenoveerd.

## Kunst
Aan het plein zijn drie vormen van kunst in de openbare ruimte te zien:
- een galerij van foto’s aan de gevels met de geschiedenis van het plein
- Twee titelloze beelden van Adri Verhoeven uit 1986
- Olifant met kalf van een buurtproject in de jaren vijftig van de 20e eeuw werd het plein net als andere Amsterdamse pleintjes uitgebouwd tot speelplaats. Verantwoordelijk daarvoor waren Ko Mulder (planning) en Aldo van Eyck (speeltoestellen). Op het plein was een zandbak, een dubbele evenwichtsbalk, duikelrekken, een tunnel en een tourniquet.[2]  Die speelplaats hield het circa dertig jaar vol, bij een vernieuwing in 1983 verdwenen de toestellen van Van Eyck. De toestellen die toen geplaatst werden, zijn in de 21e eeuw alweer verdwenen, ze maakten plaats voor nieuwere.